# آنتونیو ویلار
آنتونیو ویلار (به انگلیسی: António Vilar) (زاده ۳۱ اکتبر ۱۹۱۲-درگذشته ۱۶ اوت ۱۹۹۵) بازیگر پرتغالی بود.
از فیلم‌های معروف او می‌توان به بازی در فیلیپه دربلی و زن و بازیچه او اشاره کرد.